# 1-я гвардейская стрелковая дивизия (2-го формирования)
1-я гвардейская стрелковая Пролетарская Московско-Минская ордена Ленина, дважды Краснознамённая, орденов Суворова и Кутузова дивизия — стрелковая дивизия Рабоче-крестьянской Красной армии. После распада СССР соединение находилось в составе Вооружённых сил Российской Федерации. Принимала участие в Прибалтийской кампании (1940), Великой Отечественной войне (1941—1945), Операции «Дунай» (1968) и Первой чеченской войне (1994—1996).
Сформирована 26 декабря 1926 года как Московская Пролетарская стрелковая дивизия. Постоянный участник парадов, проводившихся в Москве, смотров и показных учений. На базе дивизии испытывалось большое количество новых образцов техники и вооружения. К началу Великой Отечественной войны дивизия была достаточно боеспособным соединением, имевшим общую выучку выше среднего уровня РККА.
В 1941 году в начальный период Великой Отечественной войны была уничтожена под Могилёвом и Смоленском и переформирована заново с тем же номером и с сохранением всех наград и почётных наименований. 21 сентября 1941 года за боевые заслуги личного состава стала гвардейской. Прошла с боями всю войну, закончив её штурмом Пиллау. За отважные и умелые действия личного состава в годы Великой Отечественной войны награждена пятью орденами. 15 воинов дивизии были удостоены звания Героя Советского Союза.
В послевоенные годы дивизия дислоцировалась в Калининградской области, участвовала в 1968 году в Операции «Дунай» и Первой чеченской (1994—1996) войнах. В 2002 году была преобразована в 7-ю гвардейскую отдельную мотострелковую бригаду, а позднее — в 7-й отдельный гвардейский мотострелковый полк Береговых войск Балтийского флота с сохранением за ним всех почётных наименований и наград.

## История

### Формирование
Формирование Московской Пролетарской стрелковой дивизии начато 26 декабря 1926 года приказами РВС СССР № 759/143 и МВО № 440/114сс на базе частей Московского гарнизона:
- 1-й стрелковый полк — образован на базе 1-го Московского отдельного стрелкового полка, командир — А. Ф. Балакирев;
- 2-й стрелковый полк — на базе отдельного учебного стрелкового батальона при Высших тактических курсах «Выстрел», командир — Р. П. Хмельницкий;
- 3-й стрелковый полк — на базе 1-го отдельного местного стрелкового батальона по охране 1-го дома РВС СССР и 20-го отдельного местного стрелкового батальона, командир — В. Н. Коптиевский[~ 1];
- отдельный конный эскадрон.

Первым командиром дивизии стал военком Г. Д. Михайловский.

### Межвоенный период
8 июня 1927 года дивизии было вручено Почётное Знамя донецких шахтёров. 1 октября преобразована в территориальную дивизию. 1 января 1930 года преобразована в кадровую дивизию.
Главный маршал артиллерии Николай Воронов в своих мемуарах вспоминал о том времени:

«Московская Пролетарская стрелковая дивизия, куда я после академии прибыл командиром артиллерийского полка, была хорошо укомплектована и отличалась высокой выучкой личного состава. Дивизия гордилась славными традициями. Служить здесь считалось большой честью……

Московская Пролетарская дивизия была непременным участником всех московских парадов. Мы славились высокой строевой подготовкой. Артиллеристы в конном строю рысью проходили по Красной площади. В такие минуты я особенно гордился нашими молодцеватыми красноармейцами».
— Главный маршал артиллерии Воронов Н. Н. На службе военной. (Военные мемуары). — М.: Воениздат, 1963. Глава «Московская Пролетарская». С. 64—72.
В 1933—1935 годах дивизия участвовала в опытных учениях с боевой стрельбой пехоты, артиллерии, танков и бомбометанием авиации, на которых присутствовали военные делегации многих стран: США, Японии, Франции, Англии, Швеции, Италии, Китая, Эстонии, Латвии и Литвы.

….. наша дивизия была какой-то мерой подопытною для Генерального штаба. Всё новое, что внедрялось в армии — от обмундирования, вооружения до новых взглядов на тактику, — проверялось и опробовалось у нас. Поэтому в дивизии беспрерывно происходили большие и малые учения, что требовали полного напряжения моральных и физических сил воинов. Зимой и летом мы проводили в поле столько времени, сколько, наверное, не проводила ни одна другая воинская часть.
— Герой Советского Союза генерал-полковник   Бакланов Г. В.  Ветер военных лет / Литературная запись З. А. Старовойтовой. — Киев: Политиздат Украины, 1985. — С. 19, 20.
21 мая 1936 года по всеобщей унификации номеров стрелковых дивизий переименована в 1-ю Московскую Пролетарскую стрелковую дивизию. 28 декабря в честь десятилетнего юбилея и за успехи в боевой и политической подготовке ЦИК СССР наградил дивизию Почётным Революционным Красным Знаменем (Приказ НКО от 28.12.1936 № 240), а 15 её командиров награждены орденами Ленина и Красного Знамени.

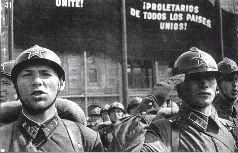
Солдаты и командиры 1-й Московской Пролетарской стрелковой дивизии на параде в честь 1 мая 1938 года.

22 апреля 1938 года Приказом НКО № 97 переименована в 1-ю Московскую стрелковую дивизию.
7 сентября 1939 года на базе дивизии развёрнуты две стрелковые дивизии — 115-я и 126-я стрелковые дивизии, а на базе 6-го стрелкового Краснознамённого полка — новая 1-я стрелковая Московская Краснознамённая дивизия, которая 7 декабря 1939 года согласно Директиве НКО № 4/2/54081 переформирована по штатам моторизованной дивизии в 1-ю мотострелковую Московскую Краснознамённую дивизию (1-ю моторизированную дивизию).

### Великая Отечественная война
Подробнее об истории с 22.06.1941 по 18.08.1941 см. 1-я мотострелковая дивизия.

#### Оборона Борисова
С началом Великой Отечественной войны дивизия участвовала в оборонительной операции в Белоруссии, Смоленской операции: оборонительные бои на реке Березине (город Борисов), на оршанском направлении и под Могилёвом.
23 июня 1941 года части дивизии были пополнены личным составом и боевой техникой до штата военного времени — 10831 чел.:
- 12-й танковый полк (командир — полковник К. Е. Андреев)
  - танковый батальон (командир — капитан С. И. Пронин)
- 6-й мотострелковый ордена Красной Звезды[5] полк (командир — подполковник П. Г. Петров)
- 175-й мотострелковый полк (командир — майор П. В. Новиков)
- 13-й артиллерийский полк (командир — подполковник Ф. Ф. Печёнкин)
- 93-й отдельный разведывательный батальон (командир — капитан П. Т. Цыганков)
- 28-й отдельный батальон связи командир подполковник М. П. Трепак
- 22-й легко-инженерный батальон командир капитан М. В. Ногинов.
- 300-й отдельный зенитный артиллерийский дивизион командир капитан А. М. Юсин
- 123-й отдельный истребительно-противотанковый дивизион (командир — капитан В. Н. Беляков)
- 165-й артиллерийский парковый дивизион
- 54-й ремонтно-восстановительный батальон командир воентехник 2-го ранга Терентьев
- 87-й медико-санитарный батальон командир военврач 2-го ранга В. А. Тарасов
- 45-й автотранспортный батальон командир капитан Лавров
- 29-я рота регулирования
- 30-й полевой хлебозавод
- 218-я полевая почтовая станция
- 364-я полевая касса Госбанка

13 августа 1941 года дивизия была отведена в район Кокушкино для переформирования в 1-ю танковую дивизию. С 13 по 16 августа дивизия проводила переформирование по новым штатам. Основными частями для формирования являлись остатки: 6-го и 175-го мотострелковых и 12-го танкового полков дивизии, 17-го мотострелкового полка 17-й танковой дивизии, 602-го мотострелкового и 16-го танкового полков 109-й моторизованной дивизии. 16 августа дивизия получила приказ о переходе в резерв фронта и на передислокацию в лес в районе ст. Вадино. 18 августа 1941 года в состав дивизии прибыл 18-й мотострелковый полк 18-й танковой дивизии, 6-й и 175-й мотострелковай полки были слиты в один полк с номером 175, а 18-й полк получил номер 6. С 17 по 20 августа части дивизии получали материальную часть и вооружение, продолжали укомплектование. Командование дивизией принял Герой Советского Союза гвардии полковник А. И. Лизюков, сводный отряд которого оборонял Соловьёвскую переправу в конце июля — начале августа.
Состав дивизии после переформирования:
- 12-й танковый полк (командир — майор М. Г. Сахно)
  - танковый батальон (командир — майор В. В. Сытник)
  - танковый батальон (командир — капитан Е. П. Савельев)
- 6-й мотострелковый полк (командир — капитан Ф. Г. Луцков)
- 175-й мотострелковый полк (командир — капитан Г. В. Бакланов)
- 13-й артиллерийский полк (командир — майор А. М. Ботвинник)
- 300-й отдельный зенитно-артиллерийский дивизион
- миномётный дивизион (номера не имел)
- 93-й разведывательный батальон
- 28-й отдельный батальон связи
- 87-я медико-санитарная рота
- 45-й автотранспортный батальон
- 54-я ремонтно-восстановительная рота
- 22-я инженерная рота
- 30-й полевой хлебозавод
- 218-й полевая почтовая станция
- 63-я полевая касса Госбанка[7]

31 августа за беспримерный подвиг в тяжёлых оборонительных боях 1-я танковая дивизия была награждена орденом Красного Знамени.
В конце августа дивизия передислоцирована к реке Вопь, северо-восточнее города Ярцево, где вошла в состав 16-й армии Западного фронта. Части дивизии держали оборону по реке Вопь.

#### В боях под Ярцево
1—12 сентября 1941 года дивизия А. И. Лизюкова участвовала в Ельнинской наступательной операции советских войск, оттеснив части немецкой 28-й пехотной дивизии с восточного берега реки, форсировала эту водную преграду и закрепилась на плацдарме. Левее наступали 152-я и 38-я стрелковые дивизии. Справа соседом была 101-я танковая дивизия 19-й армии, которая наносила удар на хутора Чистая и далее на Кровопусково.
В боях 2 сентября были убиты два командира батальона 6-го мотострелкового полка и тяжело ранен его командир капитан Ф. Г. Луцков. Также выбыли из строя оба командира батальонов в 175-м мотострелковом полку, из-за чего нарушилось управление в полках. Из-за больших потерь в людях и потери управления А. И. Лизюков приказал командиру танкового полка майору М. Г. Сахно стянуть поближе к стрелковым частям дивизии оставшиеся танки, а капитану А. М. Ботвиннику поставить весь дивизионный артиллерийский полк на прямую наводку. Для отражения немецких контратак командующий армией ввёл в сражение свой последний резерв — 127-ю танковую бригаду под командованием генерал-майора танковых войск Ф. Т. Ремизова).
В ночь на 4 сентября подорвались на минах командир и военком 175-го мотострелкового полка. В полку окончательно нарушилось управление. Остатки мотострелковых полков были объединены под командованием начальника разведки дивизии майора Н. П. Балояна.
10 сентября по приказу генерала К. К. Рокоссовского дивизия перешла к обороне, а ещё через два дня обескровленные части дивизии были отведены на левый берег реки Вопь. Наступление 16-й армии на ярцевском направлении прекратилось. Из письма А. И. Лизюкова жене от 11 сентября 1941 года:

Несколько последних дней шли ожесточённые бои с фашистами. Надо сказать прямо — попало фашистам здорово. Бои продолжаются.

16 сентября дивизию из армейского резерва вывели в резерв Ставки и к утру 18 сентября сосредоточили в районе Можайска для переформирования.
В Можайске был получен Приказ НКО СССР № 311 от 21 сентября 1941 года о присвоении за боевые заслуги личного состава 1-й танковой дивизии почётного звания «гвардейская» и преобразовании соединения в 1-ю гвардейскую мотострелковую дивизию.

#### Контратака в районе города Сумы
Во время Сумско-Харьковской оборонительной операции 1-я гвардейская мотострелковая дивизия прибыла из резерва Ставки в состав 40-й армии Юго-Западного фронта. 30 сентября 1941 года дивизия А. И. Лизюкова отличилась в бою против 25-й немецкой моторизованной дивизии в Штеповке, части которой были контратакованы и разбиты во взаимодействии с 9-й кавалерийской дивизии, 1-й танковой бригады и 5-й кавалерийской дивизии, входивших в конно-механизированную группу 21-й армии под общим командованием генерал-майора П. А. Белова.
Советский писатель П. П. Вершигора, в то время фронтовой фотокорреспондент 40-й армии, непосредственный свидетель тех событий, вспоминал:

В районе восточнее Сум, впервые за эту войну, я увидел, как бегают немцы.

После Штеповки дивизия развила локальный успех и выбила немецкие части из населённого пункта Аполлоновка (положение на карте). Было взято большое количество трофеев. Согласно мемуарам Г. Гудериана, район Штеповки удерживался советскими войсками не менее недели.
В результате октябрьского немецкого наступления войска Юго-Западного фронта оказались охвачены с обоих флангов, и 6 октября 1941 года командование Юго-Западного фронта приняло решение об отводе правофланговых армий (40-й и 21-й) на 45—50 километров на рубеж Сумы—Ахтырка—Котельва с целью прикрытия Белгорода и северных подступов к Харькову. Отход советских войск проходил при энергичном преследовании противником, который наносил удары в стык отступающим соединениям, создавая угрозу их окружения. В результате 10 октября 1941 года части 29-го армейского корпуса вермахта с ходу ворвались в Сумы, где с конца сентября держала оборону 1-я гвардейская мотострелковая дивизия А. И. Лизюкова.
После обороны Сум дивизия была выведена в армейский, а затем фронтовой резерв и во второй половине октября 1941 года была передислоцирована под Москву.

#### Оборона Наро-Фоминска

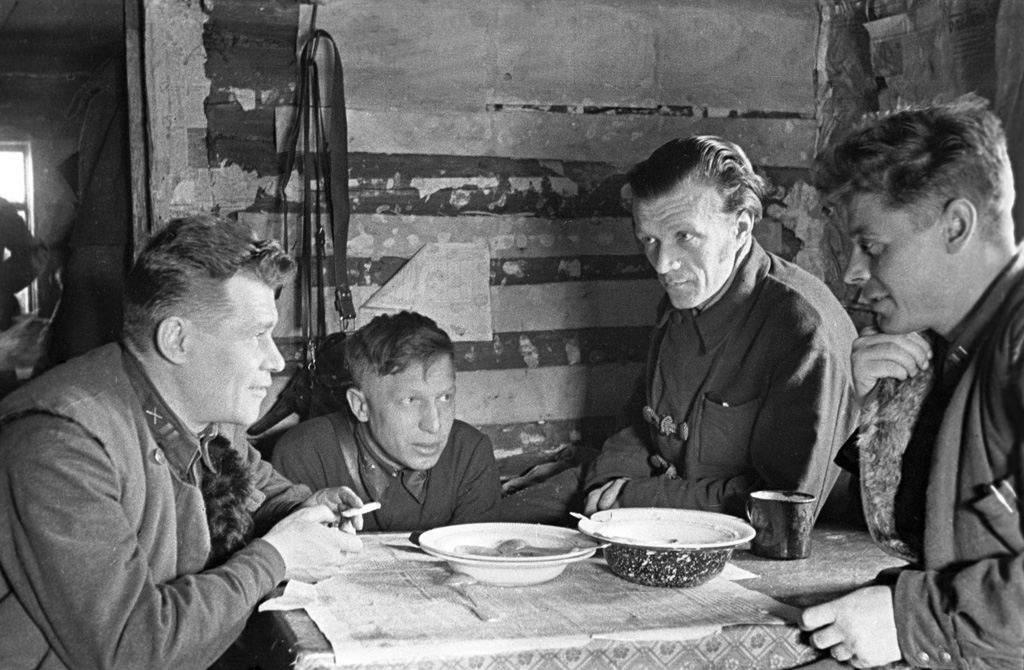
Обедают работники политотдела 1-й гвардейской дивизии, ноябрь 1942 года

1-я гвардейская мотострелковая дивизия была передана в распоряжение 33-й армии (генерал-лейтенант М. Г. Ефремов) Западного фронта, которая прикрывала наро-фоминское направление с юго-запада.
21 октября 1941 года первый эшелон дивизии прибыл на подмосковную станцию Апрелевка, и её части сразу же заняли западную окраину города Наро-Фоминска. Перед дивизией А. И. Лизюкова была поставлена задача 22 октября перейти в наступление и овладеть новым рубежом в 3—4 километрах западнее и юго-западнее Наро-Фоминска.
Однако в тот же день к Наро-Фоминску подошли части 4-й армии группы армий «Центр» и 22 октября, в результате встречного боя, захватили западную часть города. С целью замкнуть кольцо окружения, немцы атаковали в стык между соседними дивизиями — 222-й стрелковой дивизией, занимавшей севернее рубеж Симбухово — Смоленское (положение на карте), и 110-й стрелковой дивизией, отошедшей за реку Нару. К вечеру положение ухудшилось — немцы всюду вышли к реке, путь отхода за реку Нару был отрезан. С 23 по 25 октября в городе велись уличные бои, город переходил из рук в руки. Дивизия потеряла до 70 % личного состава и вооружения. К исходу 25 октября 1-я гвардейская дивизия оставила город, сохранив за собой плацдарм в излучине реки Нары, который до 26 декабря удерживался 4-й ротой 175-го стрелкового полка (лейтенант Евстратов).
Тем не менее, дальнейшее продвижение немецких войск на этом участке было остановлено по рубежу реки Нара. 1-я гвардейская мотострелковая дивизия получила усиление и окопалась на левом берегу.
28 октября 1941 года гвардии полковник А. И. Лизюков получил приказ о штурме города. Утром 29 октября без огневой подготовки спешно организованная штурмовая группа, усиленная одним танком КВ-1 и несколькими Т-34, начала выдвижение. Попав под сильный огонь на подступах к городу, колонна понесла большие потери и была вынуждена отступить. В город прорвались только два танка, один из которых смог выйти к своим, совершив рейд по позициям немецких войск в городе. Попытка штурма не удалась.
22 ноября 1941 года дивизии было вручено гвардейское знамя и поставлена задача ликвидировать немецкий плацдарм в районе деревни Конопеловки. Плацдарм был успешно ликвидирован.
В конце ноября командир дивизии А. И. Лизюков был отозван в Москву, на его место прибыл полковник Т. Я. Новиков.
17 декабря 1941 года после ранения полковника Т. Я. Новикова в командование дивизией вступил полковник С. И. Иовлев. В декабре 1941 — январе 1942 года дивизия в составе войск 33-й армии освободила Наро-Фоминск, Боровск и Верею. 18 января 1942 года в командование дивизией, вернувшись из госпиталя, вновь вступил Т. Я. Новиков, теперь уже генерал-майор.
Директивой Генерального штаба РККА № Орг/2/781322 от 19 февраля 1942 года частям дивизии были присвоены почётные звания «Гвардейские» и новые войсковые номера:
- Управление дивизии
- 1-й гвардейский мотострелковый полк
- 3-й гвардейский мотострелковый полк
- 6-я гвардейская танковая бригада
- 35-й гвардейский артиллерийский полк
- 3-я отдельная гвардейская батарея «РС»
- 17-й отдельный гвардейский противотанковый дивизион
- 29-й отдельный гвардейский зенитно-артиллерийский дивизион
- 2-й отдельный гвардейский разведывательный батальон
- 23-й отдельный гвардейский батальон связи
- 20-й отдельный гвардейский сапёрный батальон
- 28-я отдельная гвардейская рота химзащиты
- 4-й отдельный автотранспортный батальон
- 24-я отдельная авторота подвоза
- 18-я отдельный медико-санитарный батальон
- 9-й полевой хлебозавод
- 218-я полевая почтовая станция
- 63-я полевая касса Госбанка[28]

В течение 1942 года и зимы 1943 года дивизия действовала в составе 43-й, 20-й и 16-й армий и участвовала в Ржевско-Сычёвской (20-я армия Западного фронта) и Орловской операциях.
23 января 1943 года переформирована в 1-ю гвардейскую Московскую стрелковую дивизию.

#### Боевой путь 1-й гвардейской стрелковой дивизии
- В дальнейшем дивизия участвовала в Брянской, Городокской, Белорусской, Гумбинненской и Восточно-Прусской наступательных операциях.

Участвовала в освобождении городов Медынь, Вязьма, Калуга и Сухиничи.
В июле — августе 1943 года в составе 11-й гвардейской армии принимала активное участие в Курской битве.
Во второй половине августа 1943 года в составе Брянского фронта участвовала в боях за освобождение городов Карачев и Брянск.
В течение зимы 1943-44 годов дивизия вела тяжёлые наступательные бои на витебском направлении. 13 июля 1944 года за беспримерные подвиги при освобождении столицы Белоруссии города Минск дивизия получила наименование «Минская».
За мужество и героизм при форсировании реки Неман 11 воинов-гвардейцев были удостоены высокого звания Героя Советского Союза.
14 ноября 1944 года за образцовое выполнение заданий командования по прорыву обороны и вторжение в пределы Восточной Пруссии и проявленные при этом доблесть и геройство дивизия была награждена орденом Ленина.
К апрелю 1945 года, части дивизии, преодолевая упорное сопротивление вермахта, подошли к Кёнигсбергу и первыми ворвались в город. 28 мая 1945 года за героизм и мужество при штурме города-крепости Кёнигсберг дивизия была награждена орденом Кутузова I степени.

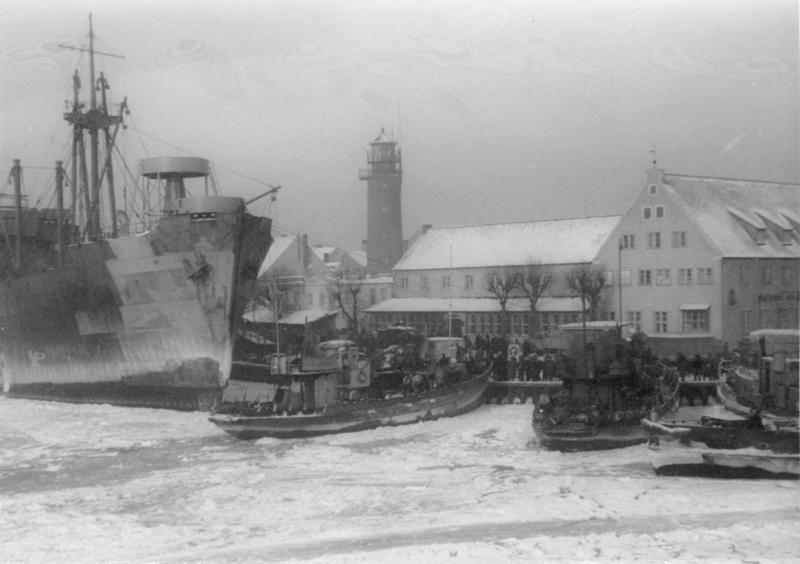
Гавань Пиллау зимой 1945 года

С 21 по 26 апреля дивизия участвовала в уничтожении группировки немецких войск в районе Пиллау. Закончила войну штурмом города Пиллау (ныне Балтийск Калининградской области).

### Послевоенный период
С конца 1945 года 1-я гвардейская стрелковая дивизия Особого военного округа.
10 мая 1957 г. на основании Директивы Министра Обороны СССР № орг./3 /62540 от 27.02.1957 года, Директивы Главнокомандующего сухопутными войсками № ош/1/243665 от 12.3.1957 года дивизия переименована и стала 1-й гвардейской мотострелковой дивизией (формирования 1957 года).
В послевоенный период дислоцировалась в Калининграде, входила в состав 11-й гвардейской общевойсковой армии.
Принимала участие в учениях и манёврах в Прибалтийском и Белорусском военных округах.
Приказом МО СССР № 082 от 30.03.1967 года соединению было восстановлено наименование «Пролетарская», а её 35-й гв. ап — «Московский».
В состав дивизии вошёл 12-й гвардейский мотострелковый полк (Гвардейск) из расформированной 5-й гвардейской мотострелковой дивизии.
Дивизия участвовала в Операции «Дунай» (1968) в составе 11-й Гв. ОА.
Дивизия принимала участие в Первой чеченской войне (1994—1996).
1 июня 2002 года в связи с реформированием дивизия была преобразована в 7-ю отдельную гвардейскую мотострелковую бригаду с сохранением за ней всех почётных наименований, боевой славы и наград.
В 2008 году бригада преобразована в 7-й отдельный гвардейский мотострелковый Пролетарский Московско-Минский ордена Ленина дважды Краснознамённый орденов Суворова и Кутузова полк. В 2016 году полк вошёл в состав 11-го армейского корпуса Береговых войск Балтийского флота.

## Состав
- 167-й гвардейский стрелковый ордена Красной звезды полк;
- 169-й гвардейский стрелковый Краснознамённый полк;
- 171-й гвардейский стрелковый ордена Суворова полк[~ 5];
- 35-й гвардейский артиллерийский полк;
- 17-й отдельный гвардейский истребительно-противотанковый дивизион;
- 29-я гвардейская зенитная батарея (до 15 мая 1943 года);
- 60-я отдельная гвардейская разведывательная рота;
- 20-й отдельный гвардейский сапёрный батальон;
- 23-й отдельный гвардейский батальон связи;
- 363-й (18-й) отдельный медико-санитарный батальон;
- 28-я отдельная гвардейская рота химической защиты;
- 402-я (24-я) автотранспортная рота;
- 4-й автотранспортный батальон (до 1 февраля 1943 года);
- 482-я (9-я) полевая хлебопекарня;
- 473-й (58-й) дивизионный ветеринарный лазарет;
- 218-я почтово-полевая станция;
- 63-я полевая касса Государственного банка[30][28]

В 1960-е — 1970-е 1-я гв. мсд была элитной дивизией СА, однако на начало 1991 года соединение являлось скорее «обозначенным» формированием.
- Управление дивизии: 1 ПРП-3, 1 Р-145БМ, 2 Р-156БТР, 2 ПУ-23;
- 167-й гвардейский мотострелковый ордена Красной звезды полк (Калининград)

10 Т-72, 4 БМП-2, 2 БРМ-1К, 2 БМП-1КШ, 3 ПРП-3, 3 Р-145БМ, 3 ПУ-12, 1 БРЭМ, 1 МТ-55А;
- 169-й гвардейский мотострелковый Краснознамённый полк (Калининград)

10 Т-72, 4 БМП-2, 2 БРМ-1К, 2 ПРП-3, 7 Р-145БМ, 3 ПУ-12, 2 МТП-2, 2 МТУ-20;
- 609-й мотострелковый полк (Гвардейск)

15 Т-72, 4 БМП-2, 2 БРМ-1К, 2 ПРП-3, 5 Р-145БМ;
- 20-й танковый Седлецкий Краснознамённый, ордена Суворова полк (Долгоруково)

31 Т-72, 14 БМП-2, 2 БРМ-1К, 2 БМП-1КШ, 2ПРП-3, 3 РХМ, 4 Р-145БМ, 2 ПУ-12, 1 МТУ-20, 1 МТ-55А;
- 35-й гвардейский самоходный артиллерийский Московский ордена Кутузова полк[~ 6] (Калининград)

12 Град, 5 ПРП-3, 3 1В18, 2 Р-145БМ, 1 Р-156БТР;
- 36-й зенитный ракетный полк (Калининград): 2 Р-145БМ
- 478-й отдельный противотанковый артиллерийский дивизион (Калининград): кроме ПТ-вооружения 15 МТ-ЛБТ;
- 19-й отдельный гвардейский разведывательный батальон (Долгоруково): 10 БМП-2, 7 БРМ-1К, 2 Р-145БМ, 1 Р-156БТР;
- 81-й отдельный гвардейский батальон связи (Калининград): 13 Р-145БМ, 1 Р-156БТР;
- 213-й отдельный гвардейский инженерно-сапёрный батальон (Калининград): 1 ИРМ, 2 УР-67;
- 400-й отдельный батальон материального обеспечения;
- 79-й отдельный ремонтно-восстановительный батальон;
- 363-й отдельный медицинский батальон.

Всего: 66 танков Т-72, 36 БМП-2, 15 БРМ-1К, 12 РСЗО Град

## В составе
| Подчинение           | Подчинение              | Подчинение             | Подчинение                         | Подчинение                     |
| Дата                 | Фронт (округ)           | Армия                  | Корпус                             | Примечания                     |
| -------------------- | ----------------------- | ---------------------- | ---------------------------------- | ------------------------------ |
| 22 июня 1941 года    | Резерв Ставки ГК        | 20-я армия             | 7-й механизированный корпус        | как 1-я мотострелковая дивизия |
| 1 июля 1941 года     | Резерв Ставки ГК        | 20-я армия             | 7-й механизированный корпус        | как 1-я мотострелковая дивизия |
| 1 августа 1941 года  | Западный фронт          | 20-я армия             | 5-й механизированный корпус        | как 1-я мотострелковая дивизия |
| 1 сентября 1941 года | Западный фронт          | 16-я армия             |                                    | как 1-я танковая дивизия       |
| 1 октября 1941 года  | Юго-Западный фронт      | 40-я армия             |                                    |                                |
| 1 ноября 1941 года   | Западный фронт          | 33-я армия             |                                    |                                |
| 1 декабря 1941 года  | Западный фронт          | 33-я армия             |                                    |                                |
| 1 января 1942 года   | Западный фронт          | 33-я армия             |                                    |                                |
| 1 февраля 1942 года  | Западный фронт          | 43-я армия             |                                    |                                |
| 1 марта 1942 года    | Западный фронт          | 43-я армия             |                                    |                                |
| 1 апреля 1942 года   | Западный фронт          | 43-я армия             |                                    |                                |
| 1 мая 1942 года      | Западный фронт          |                        |                                    |                                |
| 1 июня 1942 года     | Западный фронт          |                        |                                    |                                |
| 1 июля 1942 года     | Западный фронт          |                        |                                    |                                |
| 1 августа 1942 года  | Западный фронт          | 16-я армия             |                                    |                                |
| 1 сентября 1942 года | Западный фронт          | 3-я танковая армия     |                                    |                                |
| 1 октября 1942 года  | Западный фронт          | 61-я армия             |                                    |                                |
| 1 ноября 1942 года   | Западный фронт          | 20-я армия             |                                    |                                |
| 1 декабря 1942 года  | Западный фронт          | 20-я армия             |                                    |                                |
| 1 января 1943 года   | Западный фронт          | 5-я армия              |                                    |                                |
| 1 февраля 1943 года  | Западный фронт          |                        |                                    |                                |
| 1 марта 1943 года    | Западный фронт          | 16-я армия             |                                    |                                |
| 1 апреля 1943 года   | Западный фронт          | 16-я армия             |                                    |                                |
| 1 мая 1943 года      | Западный фронт          | 16-я армия             | 16-й гвардейский стрелковый корпус |                                |
| 1 июня 1943 года     | Западный фронт          | 11-я гвардейская армия | 16-й гвардейский стрелковый корпус |                                |
| 1 июля 1943 года     | Западный фронт          | 11-я гвардейская армия | 16-й гвардейский стрелковый корпус |                                |
| 1 августа 1943 года  | Брянский фронт          | 11-я гвардейская армия | 16-й гвардейский стрелковый корпус |                                |
| 1 сентября 1943 года | Брянский фронт          | 11-я гвардейская армия | 16-й гвардейский стрелковый корпус |                                |
| 1 октября 1943 года  | Брянский фронт          | 11-я гвардейская армия | 16-й гвардейский стрелковый корпус |                                |
| 1 ноября 1943 года   | 2-й Прибалтийский фронт | 11-я гвардейская армия | 16-й гвардейский стрелковый корпус |                                |
| 1 декабря 1943 года  | 2-й Прибалтийский фронт | 11-я гвардейская армия | 16-й гвардейский стрелковый корпус |                                |
| 1 января 1944 года   | 2-й Прибалтийский фронт | 11-я гвардейская армия | 16-й гвардейский стрелковый корпус |                                |
| 1 февраля 1944 года  | 2-й Прибалтийский фронт | 11-я гвардейская армия | 16-й гвардейский стрелковый корпус |                                |
| 1 марта 1944 года    | 2-й Прибалтийский фронт | 11-я гвардейская армия | 16-й гвардейский стрелковый корпус |                                |
| 1 апреля 1944 года   | 2-й Прибалтийский фронт | 11-я гвардейская армия | 16-й гвардейский стрелковый корпус |                                |
| 1 мая 1944 года      | 2-й Прибалтийский фронт | 11-я гвардейская армия | 16-й гвардейский стрелковый корпус |                                |
| 1 июня 1944 года     | 3-й Белорусский фронт   | 11-я гвардейская армия | 16-й гвардейский стрелковый корпус |                                |
| 1 июля 1944 года     | 3-й Белорусский фронт   | 11-я гвардейская армия | 16-й гвардейский стрелковый корпус |                                |
| 1 августа 1944 года  | 3-й Белорусский фронт   | 11-я гвардейская армия | 16-й гвардейский стрелковый корпус |                                |
| 1 сентября 1944 года | 3-й Белорусский фронт   | 11-я гвардейская армия | 16-й гвардейский стрелковый корпус |                                |
| 1 октября 1944 года  | 3-й Белорусский фронт   | 11-я гвардейская армия | 16-й гвардейский стрелковый корпус |                                |
| 1 ноября 1944 года   | 3-й Белорусский фронт   | 11-я гвардейская армия | 16-й гвардейский стрелковый корпус |                                |
| 1 декабря 1944 года  | 3-й Белорусский фронт   | 11-я гвардейская армия | 16-й гвардейский стрелковый корпус |                                |
| 1 января 1945 года   | 3-й Белорусский фронт   | 11-я гвардейская армия | 16-й гвардейский стрелковый корпус |                                |
| 1 февраля 1945 года  | 3-й Белорусский фронт   | 11-я гвардейская армия | 16-й гвардейский стрелковый корпус |                                |
| 1 марта 1945 года    | 3-й Белорусский фронт   | 11-я гвардейская армия | 16-й гвардейский стрелковый корпус |                                |
| 1 апреля 1945 года   | 3-й Белорусский фронт   | 11-я гвардейская армия | 16-й гвардейский стрелковый корпус |                                |
| 1 мая 1945 года      | 3-й Белорусский фронт   | 11-я гвардейская армия | 16-й гвардейский стрелковый корпус |                                |

## Командиры дивизии
1-е формирование:
- Михайловский, Георгий Дмитриевич — (26.12.1926 — 20.06.1930)
- Белый, Семён Осипович — (исполняющий обязанности (ИО) 20.06.1930 — 01.07.1930)
- Кулик, Григорий Иванович — (01.07.1930 — 14.10.1930)
- Артеменко, Николай Филиппович — (15.10.1930 — 01.11.1931)
- Хмельницкий, Рафаил Павлович — (15.11.1931 — 20.12.1934)
- Кукша, Александр Фёдорович — (ИО; 11.1934 — 20.12.1934)
- Петровский, Леонид Григорьевич, комдив — (20.12.1934 — 17.05.1937)
- Морозов, Василий Иванович, комдив — (04.06.1937 — 14.08.1939)
- Биричев, Иван Иванович, полковник, с ноября 1939 комбриг, с июня 1940 генерал-майор — (19.08.1939 — 23.06.1940)
- Лелюшенко, Дмитрий Данилович, генерал-майор — (23.06.1940 — 10.03.1941)
- Крейзер, Яков Григорьевич, полковник — (11.03.1941 — 12.07.1941)
- Глуздовский, Владимир Алексеевич, полковник — (ИО; 15.07.1941 — 27.07.1941)
- Михайловский, Дмитрий Фёдорович, майор — (ИО; 27.07.1941 — 01.08.1941)
- Крейзер, Яков Григорьевич, полковник (с 07.08.1941 генерал-майор) — (01.08.1941 — 18.08.1941)

2-е формирование:
- Лизюков, Александр Ильич, полковник, гвардии полковник — (18.08.1941 — 26.11.1941)
- Новиков, Тимофей Яковлевич, гвардии полковник — (27.11.1941 — 22.12.1941)
- Иовлев, Сергей Иванович, гвардии генерал-майор — (23.12.1941—17.01.1942)
- Новиков, Тимофей Яковлевич, гвардии генерал-майор — (17.01.1942 — 15.02.1942)
- Афонин, Павел Иванович, гвардии полковник — (15.02.1942 — 24.02.1942)
- Ревякин, Василий Андреевич, гвардии генерал-майор — (25.02.1942 — 12.04.1942)
- Холодный, Артемий Иванович, гвардии полковник — (13.04.1942 — 18.04.1942)
- Ратнер, Владимир Наумович, гвардии подполковник — (19.04.1942 — 12.05.1942)
- Ревякин, Василий Андреевич, гвардии генерал-майор — (13.05.1942 — 14.05.1942)
- Афонин, Павел Иванович, гвардии полковник — (15.05.1942 — 24.05.1942)
- Ревякин, Василий Андреевич, гвардии генерал-майор — (25.05.1942 — 03.12.1942)
- Кропотин, Николай Алексеевич, гвардии полковник, с 29.01.1943 — генерал-майор (04.12.1942—17.02.1944)
- Пальчиков, Павел Иванович, гвардии полковник — (18.02.1944 — 06.03.1944)
- Толстиков, Павел Фёдорович, гвардии полковник — (07.03.1944 — 20.07.1944)
- Пастревич, Александр Иванович, гвардии генерал-майор — (21.07.1944 — 03.08.1944)
- Портнов, Сергей Иванович, гвардии подполковник — (04.08.1944 — 10.09.1944)
- Толстиков, Павел Фёдорович, гвардии полковник (с 20.04.1945 — генерал-майор) — (11.09.1944 — 27.10.1947)[2]
- Шульга, Василий Павлович, гвардии генерал-майор — (10.06.1948 — 11.01.1951)
- Белоногов, Василий Андреевич, гвардии генерал-майор — (11.01.1951 — 25.12.1951)
- Банкузов, Анатолий Иванович, гвардии полковник, с 3.08.1953 гвардии генерал-майор — (25.12.1951 — 14.06.1956)
- Чаша, Иван Яковлевич, гвардии полковник, с 27.08.1957 гвардии генерал-майор — (июль 1956 — 19.05.1959)
- Клюев, Анатолий Николаевич, гвардии полковник, с 1961 гвардии генерал-майор (19.05.1959 — 23.08.1961)
- Чигогидзе, Николай Иванович, гвардии полковник, с 13.04.1964 гвардии генерал-майор — (23.08.1961 — ноябрь 1966)
- Куликов, Иван Яковлевич, гвардии полковник, с 23.02.1967 гвардии генерал-майор — (ноябрь 1966 — июнь 1971)
- Бондаренко, Фёдор Иванович, гвардии полковник — (июнь 1971 — 19.11.1973)
- Злобин, Альберт Васильевич, гвардии полковник, с 25.04.1975 гвардии генерал-майор — (19.11.1973 — ноябрь 1976)
- Ломакин, Геннадий Сергеевич, гвардии полковник — (1978—1980)
- Шаповалов, Анатолий Александрович, гвардии полковник — (1980—1982)
- Шатин, Михаил Владимирович, гвардии полковник — (1983—1984)
- Субанов, Мырзакан Усурканович, гвардии полковник — (1984—1987)

## Отличившиеся воины дивизии
За годы Великой Отечественной войны личный состав дивизии получил 8 благодарностей от Верховного Главнокомандующего Вооружёнными силами СССР. 30 тысяч солдат, сержантов и офицеров были награждены орденами и медалями Советского Союза, а 15 воинам было присвоено высокое звание Героя Советского Союза. В списки личного состава части навечно зачислены Герои Советского Союза гвардии сержант А. А. Колосков и гвардии младший сержант Т. Ахмедов.
| п/п | Фото | Фамилия Имя Отчество годы жизни                          | Должность                                                                                                  | Звание                    | Дата Указа | Обстоятельства подвига                                                                           |
| --- | ---- | -------------------------------------------------------- | --- | ------------------------- | ---------- | ------------------------------------------------------------------------------------------------ |
| 1   |      | Ахмедов, Тургун (1925 — 30.7.1944)                       | наводчик станкового пулемёта 169-го гвардейского стрелкового полка                                         | гвардии младший сержант   | 24.3.1945  | За мужество и героизм при форсировании реки Неман. Погиб в бою 30.07.1944 года.                  |
| 2   |      | Бородин, Николай Иванович (25.9.1923 — 24.10.1975)       | помощник командира взвода 171-го гвардейского стрелкового полка                                            | гвардии старший сержант   | 24.3.1945  | За мужество и героизм при форсировании реки Неман.                                               |
| 3   |      | Волков, Михаил Иванович (род. 21.11.1921)                | командир батареи 35-го гвардейского артиллерийского полка                                                  | гвардии старший лейтенант | 24.3.1945  | За мужество и героизм при форсировании реки Неман.                                               |
| 4   |      | Волошин, Мефодий Данилович                               | пулемётчик 171-го гвардейского стрелкового полка                                                           | гвардии рядовой           | 24.3.1945  |                                                                                                  |
| 5   |      | Дмитриев, Николай Михайлович (19.12.1917 — 19.12.1981)   | наводчик орудия 123-го отдельного истребительно-противотанкового дивизиона                                 | рядовой                   | 31.8.1941  | За отражение танковой атаки в Толочинском районе Витебской области.                              |
| 6   |      | Емельянов, Гавриил Александрович (11.5.1898 — 15.7.1944) | командир 171-го гвардейского стрелкового полка                                                             | гвардии подполковник      | 24.3.1945  | За мужество и героизм при форсировании реки Неман. Звание присвоено посмертно.                   |
| 7   |      | Иванников, Александр Михайлович                          | командир 169 гвардейского стрелкового полка                                                                | гвардии подполковник      | 5.5.1945   |                                                                                                  |
| 8   |      | Калинин, Василий Фёдорович                               | командир стрелкового взвода 171-го гвардейского стрелкового полка                                          | гвардии лейтенант         | 24.3.1945  | Умер от ран в июле 1944 года.                                                                    |
| 9   |      | Колосков, Алексей Алексеевич (1924 — 26.10.1944)         | наводчик орудия истребительно-противотанковой артиллерийской батареи 167-го гвардейского стрелкового полка | гвардии ефрейтор          | 24.3.1945  | За мужество и героизм при форсировании реки Неман.                                               |
| 10  |      | Крейзер, Яков Григорьевич (4.11.1905 — 29.11.1969)       | командир дивизии                                                                                           | полковник                 | 22.7.1941  | За успешное руководство воинскими соединениями и проявленные при этом личное мужество и героизм. |
| 11  |      | Кудинов, Дмитрий Ефремович                               | командир пулемётного взвода 169-го гвардейского стрелкового полка                                          | гвардии старший лейтенант | 24.3.1945  |                                                                                                  |
| 12  |      | Молодых, Павел Петрович                                  | заместитель командира батальона по политической части 167-го гвардейского стрелкового полка                | гвардии капитан           | 24.3.1945  |                                                                                                  |
| 13  |      | Нихаев, Ефим Максимович                                  | командир стрелковой роты 167-го гвардейского стрелкового полка                                             | гвардии старший лейтенант | 24.3.1945  |                                                                                                  |
| 14  |      | Серов, Георгий Трофимович                                | командир стрелкового батальона 167-го гвардейского стрелкового полка                                       | гвардии майор             | 24.3.1945  | Пропал без вести 24.10.1944 года.                                                                |
| 15  |      | Толстиков, Павел Фёдорович                               | командир дивизии                                                                                           | гвардии генерал-майор     | 5.05.1945  |                                                                                                  |

В рядах дивизии начали своё становление советские военачальники и крупные военные деятели: маршалы Советского Союза С. С. Бирюзов, Г. И. Кулик, И. С. Конев, главные маршалы артиллерии Н. Н. Воронов и М. И. Неделин, маршалы артиллерии В. И. Казаков, Г. Ф. Одинцов, генералы армии П. И. Батов, К. Н. Галицкий, Я. Г. Крейзер, Г. И. Хетагуров, Д. Д. Лелюшенко, П. Н. Лащенко, генерал-полковники Г. В. Бакланов, А. И. Родимцев. Дважды Герой Социалистического Труда Н. С. Патоличев, в 1937 году — помощник начальника химической службы, Герой Социалистического Труда Н. А. Феноменов начинал войну сапёром отдельного инженерного батальона дивизии. Адъютантом командира 175-го мотострелкового полка служил «выдающийся боксёр», мастер спорта СССР Н. В. Штейн, погибший 22 октября 1941 года в битве за Москву в бою за деревню Берюлёво (положение на карте) (Наро-Фоминский район). В 1932—1934 годах в музыкальном взводе 3-го стрелкового полка Московской Пролетарской дивизии служил будущий композитор Сигизмунд Кац. Максим Горький был почётным красноармейцем дивизии. Большой театр за шефство над дивизией был удостоен Красного знамени Наркомата обороны СССР.

## Награды и наименования
| Награда, наименование                | Дата       | За что награждена |
| ------------------------------------ | ---------- | --- |
| «Московская Пролетарская»            | 26.12.1926 | При формировании. |
| Почётное революционное Красное Знамя | 28.12.1936 | награждена постановлением ЦИК СССР в ознаменование 10-летнего юбилея и за выдающиеся успехи в боевой и политической подготовке (объявлено приказом НКО № 240 от 28.12.1936). |
| «Московская»                         | 22.04.1938 | Переименована приказом НКО № 97. |
| Орден Красного Знамени               | 31.08.1941 | награждена указом Президиума Верховного Совета СССР от 31 августа 1941 года за образцовое выполнение боевых заданий командования на фронте борьбы с немецкими захватчиками и проявленные при этом доблесть и мужество. |
| Почётное звание «Гвардейская»        | 21.09.1941 | присвоено приказом НКО № 311 от 21 сентября 1941 года, за боевые подвиги, за организованность, дисциплину и примерный порядок. |
| Орден Суворова II степени            | 02.07.1944 | награждена указом Президиума Верховного Совета СССР от 2 июля 1944 года за образцовое выполнение заданий командования в боях по прорыву обороны Витебского укреплённого района немцев южнее города Витебска и на Оршанском направлении севернее реки Днепра, а также за овладение городом Витебск, проявленные при этом геройство, доблесть и мужество. |
| Почётное наименование «Минская»      | 23.07.1944 | присвоено приказом Верховного Главнокомандующего от 23 июля 1944 года в ознаменование одержанной победы и отличие в боях при освобождении столицы Белоруссии города Минск. |
| Орден Ленина                         | 14.11.1944 | награждена указом Президиума Верховного Совета СССР от 14 ноября 1944 года за образцовое выполнение заданий командования при прорыве обороны немцев и вторжении в пределы Восточной Пруссии, проявленные при этом доблесть и мужество. |
| Орден Кутузова II степени            | 28.05.1945 | награждена указом Президиума Верховного Совета СССР от 28 мая 1945 года за образцовое выполнение боевых заданий командования на фронте борьбы с немецкими захватчиками, овладение городом Пиллау и проявленные при этом доблесть и мужество. |

Кроме того, 8 июня 1927 года дивизии было вручено Почётное Знамя донецких шахтёров, а 22 февраля 1941 года 6-й мотострелковый полк дивизии был награждён орденом Красной Звезды «за отличные результаты по всем видам боевой и политической подготовки» (Указ ПВС СССР от 22.02.1941).
Награды частей дивизии:
- 167-й гвардейский стрелковый ордена Красной Звезды[43] полк;
- 169-й гвардейский стрелковый Краснознамённый[44] полк;
- 171-й гвардейский стрелковый ордена Суворова[44] полк;
- 35-й гвардейский артиллерийский ордена Кутузова[45]? полк;

## В воспоминаниях современников
1-я Московская Пролетарская мотострелковая дивизия много лет дислоцировалась в Москве и стала одной из лучших в Красной Армии. В начале войны ею командовал полковник Яков Григорьевич Крейзер. 3 июля 1941 года дивизия вступила во встречный бой с танками Гудериана, остановила и отбросила врага. За доблесть, проявленную в Смоленском сражении, многие пролетарцы были награждены, а Я. Г. Крейзер удостоен звания Героя Советского Союза. Потом в это соединение Москва тысячами посылала бойцов народного ополчения. В её полки вливались металлурги «Серпа и Молота», рабочие, инженеры и техники Московского автозавода, Мытищенского паровозостроительного завода и других столичных предприятий, железнодорожники. Здесь проявили себя героизмом Павел Бирюков, Николай Минаев, Лена Ковальчук и многие другие. Одной из первых дивизия заслужила звание гвардейской.

В 1943 году дивизией командовал генерал-майор Николай Алексеевич Кропотин.
— Герой Советского Союза  Маршал Советского Союза  Баграмян И.Х.  Так шли мы к победе.   -  М: Воениздат, 1977.- С.192.

## Память
28 июля 1976 года в честь 50-летия формирования дивизии в Москве названа площадь Московско-Минской Дивизии. В 1977 году на площади установлен памятный знак.

## Люди, связанные с дивизией
- Белый, Семён Осипович — с января 1927 года по июль 1930 года - начальник штаба Московской Пролетарской сд, с 07.1930 по 15.11.1931 помощник командира Московской Пролетарской сд.
- Кравцов, Николай Иванович — с апреля по август 1928 года командовал взводом конных разведчиков в 1-м стрелковом полку. Впоследствии, советский военачальник, полковник[48].
- Шацков, Андрей Георгиевич — с августа 1927 года по январь 1931 года служил командиром батальона и начальником штаба 3-го стрелкового полка, начальником штаба 2-го стрелкового полка. Впоследствии, советский военачальник, генерал-майор[49].
- Кучинев, Владимир Георгиевич — с сентября 1927 года по декабрь 1929 года служил помощником начальника штаба, начальником полковой школы 3-го стрелкового полка, командиром батальона 1-го стрелкового полка. Впоследствии, советский военачальник, полковник[48]
- Куляко, Георгий Петрович — с августа 1928 года по октябрь 1933 года служил командиром взвода и роты, взвода учебного батальона, пом. начальника штаба 2-го стрелкового полка. Впоследствии, советский военачальник, генерал-майор[48]
- Бацанов, Терентий Кириллович — с мая 1929 года по январь 1931 года командир батальона, помощник командира 1-го сп. Впоследствии, советский военачальник, генерал-майор.
- Булгаков, Василий Иванович — с мая 1930 года по июнь 1937 года служил командиром взвода, роты и врид командира батальона 3-го стрелкового полка, командиром учебной роты и начальником продовольственного снабжения 1-го стрелкового полка. Впоследствии, советский военачальник, генерал-лейтенант[50].
- Корчиков, Глеб Николаевич — с декабря 1930 года по июль 1936 года пом. начальника 1-й (оперативной) части штаба дивизии, начальник 5-й (разведывательной) части штаба дивизии. Впоследствии, советский военачальник, генерал-майор[48].
- Бирюзов, Сергей Семёнович — с февраля 1931 года по июнь 1934 года командир роты, начальник штаба учебного батальона, командир стрелкового батальона в 3-м сп. Впоследствии, советский военачальник, Маршал Советского Союза.
- Закуренков, Николай Кузьмич — с марта 1932 года по август 1939 года служил командиром взвода и роты, начальником штаба батальона и пом. начальника штаба 2-го стрелкового полка. Впоследствии, советский военачальник, генерал-майор[50].
- Победоносцев, Юрий Александрович — с ноября 1933 года по февраль 1935 года проходил службу в  дивизии с откомандированием для работы по специальности в Реактивном НИИ. Впоследствии, советский учёный, конструктор ракетной техники, действительный член Академии артиллерийских наук, член-корреспондент Международной академии астронавтики, лауреат Сталинской премии, заслуженный деятель науки и техники РСФСР, доктор технических наук.
- Кузнецов, Павел Григорьевич —  В 1934-1938 гг.  начальник штаба 3-го стрелкового полка. Впоследствии, советский военачальник, генерал-лейтенант.
- Павлов, Андрей Михайлович —  С августа 1927 г. по ноябрь 1919 года — командир артиллерийского дивизиона. Впоследствии, советский военачальник, генерал-майор т/в.
- Смирнов, Николай Васильевич — с марта 1935 года по февраль 1940 года служил командиром отдельного разведывательного батальона дивизии, начальником 2-й (разведывательной) части штаба дивизии, командиром 356-го стрелкового полка. Впоследствии, советский военачальник, полковник[48].

## Документальные фильмы
- Гвардия. 8 серия: 1-я Московско-Минская мотострелковая дивизия (Россия, Росмедиа, 2005; режиссёр: Сергей Пищиков)